# 楊奉
楊 奉（よう ほう、? - 197年）は、中国後漢末期の武将。性格は勇猛であったが、思慮が浅い人物と評された。また曹操などは彼の軍勢が精強だったと言っている。

## 経歴
元々は黄巾党の一派である河東郡（現山西省南部）の白波賊の頭目であり、後に仕官して李傕に仕えた。李傕の政治姿勢への疑問から、同僚の宋果と共に暗殺を謀ったが失敗したため、李傕の下を離れて独立することとなった。
後に部下だった徐晃の進言に従い、献帝を連れて李傕の下から洛陽に落ち延びた時、楊奉は董承らと共に李傕軍と戦った。楊奉らは李傕軍に散々に敗れ、楊奉は古巣である韓暹の救援を頼るまでに追い込まれたが、李傕と和睦したことで献帝を洛陽に護送することが出来た。
この功績から車騎将軍に任命された。しかし、董承・韓暹及び合流した張楊らの間で抗争が起こった。そのとき董昭が曹操の手紙を書いて楊奉を欺いたため、曹操の介入を招いた。曹操は楊奉を騙して、献帝を自分の勢力下である許へ連行したため、楊奉は困窮きわまり韓暹とともに略奪を働くことになった。さらに楊奉は曹操の奇襲を受けて兵を失い、徐晃が曹操に降伏したため、袁術の下へ落ち延びた。
その後、袁術軍の武将として呂布と戦ったが、建安2年（197年）夏に袁術が帝位を僭称したため、楊奉は韓暹と共に陳珪の説得に応じて呂布に寝返り、袁術軍大敗の原因を作った。
彼の最期は史書に大きく食い違いがあり、実態はまったく不明である。『三国志』魏書董卓伝によると『曹操が献帝を迎えた後に揚州・徐州の間に逃亡しそこで略奪を繰り広げたため劉備に殺された。』
同蜀書先主伝によると『呂布に徐州を奪われた後に海西に駐屯した劉備によって揚州・徐州で略奪を繰り広げていたところを攻撃され斬られた。』と記録されているがこれらは建安元年(196年)のことであり前述の袁術との戦いに参加したという建安二年の記録と矛盾する(この記録は『三国志』魏書呂布伝による)。
前述の董卓伝に付けられた英雄記によると劉備に会見した際に斬られたとあるのみで時期は不明である。これが建安二年以降のことであるとすると、呂布と争って小沛に逃れていた劉備に呂布に従った彼がなぜ豫州まで赴き劉備と面会したのかという謎が残る。